# Радемахер, Ганс
Ганс Адольф Радемахер (3 апреля 1892, Вандзбеке, сейчас Гамбург-Вандсбек — 7 февраля 1969, Хейверфорд, штат Пенсильвания, США) — немецкий и американский математик.
Наиболее известен как соавтор популярной книги «Числа и фигуры».
Радемахер также известен благодаря исследованиям в аналитической теории чисел, математической генетике, в теории функций вещественной переменной и квантовой теории.

## Биография
Радемахер защитил диссертацию в 1916 году в Гётингском университете под руководством Каратеодори. Был уволен из университета Бреслау в 1933 году за поддержку Веймарской Республики.
Эмигрировал из Европы в 1934 году.
Покинув Германию, он переехал в Филадельфию и работал в университете Пенсильвании до выхода на пенсию в 1962 году.

## Признание
- С 1956 по 1962 имел именную позицию Томаса А. Скотта[англ.]
- С выходом на пенсию из Университета штата Пенсильвания, группа математиков предоставила начальное финансирование для позиции имени Ганса Радемахера и удостоила его почётной степени доктора наук.

## Книги

### Переведённые на русский
- Ганс Радемахер, Отто Тёплиц. Числа и фигуры. Опыты математического мышления. — ЛКИ, 2007. — ISBN 978-5-382-00139-5.

### Другие
- with Ernst Steinitz Vorlesungen über die Theorie der Polyeder- unter Einschluss der Elemente der Topologie. Springer 1932, 1976.
- Generalization of the Reciprocity Formula for Dedekind Sums. In: Duke Math. Journal. Vol. 21, 1954, pp. 391—397.
- Lectures on analytic number theory. 1955.
- Lectures on elementary number theory. Blaisdell, New York 1964, Krieger 1977.
- with Grosswald: Dedekind sums. Carus Mathematical Monographs 1972.
- Topics in analytic number theory.[7] ed. Grosswald. Springer Verlag, 1973 (Grundlehren der mathematischen Wissenschaften).
- Collected papers. 2 vols. ed. Grosswald. MIT press, 1974.
- Higher mathematics from an elementary point of view. Birkhäuser 1983.